# عرشه سالن‌ها
تزیینات کریسمس (انگلیسی: Deck the Halls) فیلمی آمریکایی در ژانر کریسمس کمدی به کارگردانی جان وایتسل است که در سال ۲۰۰۶ منتشر شد.

## معنای نام فیلم
فعل deck در این نام به معنای «آراستن و تزیین کردن» است. نام فیلم هم اشاره به یکی از سرودهای کریسمس در زبان انگلیسی به همین نام است و منظور از آن «آراستن یا تزیین تالارها برای جشن کریسمس» است.
در زبان فرانسوی نام این فیلم را «همسایه در مقابل همسایه» (voisin contre voisin) یا «رقابت دو همسایه» ترجمه کرده‌اند. 

## بازیگران
- دنی دویتو
- متیو برودریک
- کریستین دیویس
- کریستن چنووس
- مک دیویس
- عالیه شوکت
- خورخه گارسیا
- فرد ارمیسن
- جیلیان ویگمن